# Karl Bosl
Karl Franz Xaver Johann Bosl (* 11. November 1908 in Cham, Oberpfalz; † 18. Januar 1993 in München) war ein deutscher Historiker.
Nach 1945 stieg Bosl zu einem der angesehensten und einflussreichsten deutschen Historiker auf. Seine 1950 veröffentlichte Darstellung über die Reichsministerialität begründete seinen guten Ruf in der Mediävistik. Bosl wurde 1953 auf den Lehrstuhl für mittlere und neuere Geschichte der Universität Würzburg berufen. Ab 1960 war er Inhaber des Lehrstuhls für Bayerische Geschichte und Vergleichende Landesgeschichte an der Universität München.
Kurz nach Kriegsende behauptete Bosl, nicht nur sich vom nationalsozialistischen Regime distanziert, sondern aktiv Widerstand geleistet zu haben. Nach einer 2011 erschienenen Untersuchung von Peter Herde und Benjamin Kedar hat sich Bosl hingegen äußerst opportunistisch und systemkonform verhalten und sich fälschlich als Widerstandskämpfer stilisiert.

## Leben
Karl Bosl entstammte einfachen Verhältnissen. Er wurde als Sohn des Hausverwalters Franz Xaver Bosl und dessen Frau Maria, geb. Mühlbauer, in Cham in der Oberpfalz geboren und legte 1927 am humanistischen Gymnasium im Kloster Metten das Abitur ab. Bosl studierte seit dem Sommersemester 1927 u. a. bei Paul Lehmann in München Geschichte, Germanistik, Klassische Sprachen und Mittellateinische Philologie. Als Student schloss er sich dem Katholischen Studentenverein Albertia im KV an, dessen engagiertes Mitglied er bis zum Tode blieb. Neben seiner Mitgliedschaft im KV war Bosl auch Mitglied der K.B.St.V. Rhaetia München. Nach Dirk Walter war Bosl in der Weimarer Republik rechtskonservativ eingestellt. Im Frühjahr 1931 schloss er das Studium mit dem Staatsexamen in Klassischer Philologie, Deutsch und Geschichte ab. Seit dem Frühjahr 1932 war er zunächst im Schuldienst an verschiedenen Orten tätig.
Seit 1930 war Bosl Mitglied im Stahlhelm. Nach der „Machtergreifung“ der Nationalsozialisten trat Bosl zum 1. Mai 1933 der NSDAP bei (Mitgliedsnummer 1.884.319), wurde 1934 Mitglied des NS-Lehrerbundes und trat wenige Wochen später auch der SA bei. Seine Mitgliedschaft in der SA endete jedoch 1934, und in der NSDAP fehlte es ihm an Engagement. Die Reichsleitung der NSDAP strich ihn daraufhin als Mitglied. Von 1935 bis 1938 arbeitete Bosl in der „Landesleitung des Bundes Deutscher Osten“, der unter Leitung Theodor Oberländers Ostforschung betrieb. Im Mai 1937 beantragte Bosl eine Wiederaufnahme in die Partei. Die erneute Aufnahme der Mitgliedschaft stand im Zusammenhang mit Bosls bevorstehender Beamtenernennung und sollte die weitere akademische Karriere fördern. Im Juni 1938 holte Bosl auch die Zahlungen der ausstehenden Beiträge nach. Bosl wurde 1938 in München bei Karl Alexander von Müller promoviert mit einer Arbeit über Das Nordgaukloster Kastl (Gründung, Gründer, Wirtschafts- und Geistesgeschichte). Im selben Jahr heiratete er eine evangelische Christin.
Im Jahr 1939 erhielt Bosl einen Forschungsauftrag zum Thema „Die Lehns- und Holzrechte im Berchtesgadner Land“ im Rahmen des SS-Ahnenerbeprojekts Forschungswerk Wald und Baum in der arisch-germanischen Geistes- und Kulturgeschichte; für dieses Projekt erhielt er eine monatliche Unterstützung von 120 Reichsmark. Das thematisch konzentrierte Projekt war das größte über „bloße Absichtserklärungen und Vorplanungen hinausgehende geisteswissenschaftliche Forschungsvorhaben“.
Nach der Dissertation beschäftigte sich Bosl schwerpunktmäßig mit der Reichsministerialität. Während des Krieges verfasste Bosl seine Münchener Habilitationsschrift „Die Reichsministerialität der Salier und Staufer“. Die Arbeit wurde von Theodor Mayer gefördert, der in der NS-Zeit zu einem der einflussreichsten Mediävisten aufgestiegen war. Mit diesem thematischen Schwerpunkt gelang Bosl der Anschluss an die führende Mediävistik. Er war jedoch weiterhin hauptberuflich als Lehrer tätig und seit 1940 Studienrat am humanistischen Gymnasium in Ansbach. Im Jahr 1942 versuchte Bosl, seine kurz vor der Fertigstellung stehende Habilitationsschrift für eine Publikation in der Veröffentlichungsreihe des „Ahnenerbes“ unterzubringen. Bosl habilitierte sich 1944 an der Universität München; die Kriegsverhältnisse verhinderten jedoch, dass Bosl den Status eines Privatdozenten durch das Reichswissenschaftsministerium erhielt. Bosl engagierte sich im Bund Deutscher Osten, im Reichskolonialbund und in der NS-Volkswohlfahrt. In Ansbach beschwor Bosl im Dezember 1944 vor dem NS-Kreisleiter und vor geladenen Gästen aus Partei, Staat, Wehrmacht und Wirtschaft Das Reich als politische Idee. In dieser patriotischen Rede wies er dem Reich eine „geopolitische Sendung“ als „Führungsmacht“ über Europa zu. Im Rahmen des Kriegseinsatzes der Deutschen Geisteswissenschaften nahm Bosl regelmäßig an Tagungen teil. Im Rahmen des „Kriegseinsatzes“ konnte Bosl einen ersten eigenen Aufsatz in einem von Theodor Mayer herausgegebenen Sammelband veröffentlichen. Bosl hielt auf einer Tagung im Januar 1945 in Hitlers Geburtshaus in Braunau den Vortrag Landesausbau im baierischen Raum. Der konkrete Inhalt ist unbekannt, da der Text bislang nicht gefunden werden konnte. Im Oktober 1945 versuchte er mit seinem Beitrag „Das Wesen des wahren Deutschtums (historisch betrachtet)“ seine Abkehr vom Nationalsozialismus glaubhaft zu machen mit der Beschwörung „des universalistischen Mittelalters mit seiner Erhabenheit, seiner Großmut und Demut“.
Im Spruchkammerverfahren wurde Bosl als „Mitläufer“ eingestuft. Dagegen erhob er Einspruch und legte eine Reihe eidesstattliche Erklärungen vor, die seine Distanz zum Nationalsozialismus und seine Beteiligung am Widerstand bezeugten. Nach den Forschungen von Herde und Kedar freundete sich Bosl mit dem amerikanischen Feldwebel Frank D. Horvay an. Horvay habe ein Gutachten über ihn erstellt. Bosl wurde daraufhin als „entlastet“ eingestuft. Ab 1947 war Bosl Privatdozent in München und als Beauftragter des Kultusministeriums am Wiederaufbau des bayerischen Gymnasialwesens beteiligt. Am 24. März 1948 wurde Bosl von der Spruchkammer Ansbach-Stadt als „Entlasteter“ eingestuft. Er war 1949 Mitbegründer des Bayerischen Philologenverbandes und dessen Erster Vorsitzender bis 1954, dann dessen Ehrenvorsitzender. Um 1950 war Bosl kurzzeitig Lehrer für Deutsch, Griechisch und Geschichte am Maximiliansgymnasium München. 1951 hatte er einen Lehrauftrag an der Universität München. 1953 wurde er als Professor auf den Lehrstuhl für mittlere und neuere Geschichte der Universität Würzburg berufen. 1954 nahm er seine Lehrtätigkeit in Würzburg auf und wurde im selben Jahr in die Kommission für bayerische Landesgeschichte gewählt. Sein Schwerpunkt lag auf der bayerischen Landesgeschichte. Von 1960 bis zu seiner Emeritierung 1977 hatte er als Nachfolger von Max Spindler am Institut für Bayerische Geschichte der Universität München den Lehrstuhl für Bayerische Geschichte und Vergleichende Landesgeschichte mit besonderer Berücksichtigung der Neuzeit inne.
Als akademischer Lehrer war Bosl besonders aktiv; an seinem Lehrstuhl betreute er 205 Dissertationen. Zu akademischen Schülern Bosls gehören unter anderem Richard Bauer, Wolfgang Benz, Werner K. Blessing, Peter Blickle, Günter Christ, Richard van Dülmen, Wolf D. Gruner, Ludwig Hammermayer, Peter Claus Hartmann, Alfred Haverkamp, Klaus-Dietmar Henke, Paul Hoser, Ludwig Hüttl, Rolf Kießling, Ulrich Linse, Karl Möckl, Friedrich Prinz, Wolfgang Quint, Hermann Rumschöttel, Regina Schulte, Ferdinand Seibt, Wilhelm Störmer, Manfred Treml und Otto Weiß. Dazu kommen zahlreiche Gymnasiallehrer, die bei Bosl ihre Zulassungsarbeit verfassten und bis heute das kulturelle Leben in Bayern mitprägen.
1961 wurde Bosl zum ordentlichen Mitglied der Bayerischen Akademie der Wissenschaften gewählt. Bosl gehörte zu den Gründungsmitgliedern des Konstanzer Arbeitskreises für mittelalterliche Geschichte (1960). Der Höhepunkt seiner Anerkennung in der Wissenschaft erfolgte in den 1970er Jahren. Bosl wurde korrespondierendes Mitglied der Medieval Academy of America (1970) und der British Academy (1970). 1973 wurde er zum korrespondierenden Mitglied der Österreichischen Akademie der Wissenschaften gewählt. 1977 hatte er die Carl-Schurz-Gastprofessur an der Universität Madison/Wisconsin und 1978 die Rose-Morgan-Professur an der State University of Kansas in Lawrence inne.
Bosl erhielt zahlreiche Ehrungen und Auszeichnungen, unter anderem den Nordgau-Kulturpreis der Stadt Amberg in der Kategorie „Heimatpflege“ (1958), die Adalbert-Stifter-Medaille der Sudetendeutschen Landsmannschaft (1968), den Bayerischen Verdienstorden (1970), das Große Bundesverdienstkreuz der Bundesrepublik Deutschland (1974), den Bayerischen Maximiliansorden für Kunst und Wissenschaft (1984), die Bayerische Verfassungsmedaille in Gold (1985), den Großen Kulturpreis der Sudetendeutschen Landsmannschaft (1970) und das Große Verdienstkreuz der Bundesrepublik mit Stern (1988). Bosl wurde 1984 zum Ehrenbürger seiner Heimatstadt Cham ernannt. Im Jahre 1989 wurde ihm der Waldschmidt-Preis zugesprochen.

## Werk
Den Schwerpunkt seiner Forschungen stellten vor allem Studien zur Gesellschafts- und Wirtschaftsgeschichte des europäischen Mittelalters dar. Bosl erreichte mit über fünfzig Monographien und weit mehr als 600 Aufsätzen, Handbucheinträgen und Besprechungen sowie etwa vierzig Herausgeberschaften eine ungewöhnlich hohe Publikationszahl. Gemessen an der Vielzahl seiner Publikationen zählt er zu den erfolgreichsten Mediävisten seiner Zeit. Bosls immense Publikationstätigkeit erzeugte zugleich Kritik. Ihm wurde vorgeworfen, Quantität vor Qualität zu setzen. Eklatante Schwächen weisen seine Arbeiten zur nicht-deutschen Geschichte auf. Seine wohl wichtigste Arbeit war Die Reichsministerialität der Salier und Staufer. Die Arbeit war prosopographisch ausgerichtet. Bosl ermittelte Region für Region die „reichsministerialen Träger des staufischen Staatsgedankens“. Über Heinrich IV. schrieb er, dass dieser sich die Aufgabe gestellt habe, „die völkische Grundlage seiner Herrschaft zu erweitern und mit neuen Kräften dem territorialstaatlichen Willen und Wirken des hohen Adels und einer emanzipierten Reichskirche in kühler Realpolitik und mit gleichen Mitteln eine neue königsstaatliche Planung entgegenzustellen“. Noch 1943 hatte Bosl in Anlehnung an den nationalsozialistischen Landeshistoriker Adolf Helbok geschrieben: „Damit (mit der Ministerialenpolitik) hat das deutsche Königtum […] die rassische Elite der bäuerlichen, unfreien Schichten des Volkes für die Aufgaben des Staates gewonnen“. Bosl legte 1972 eine Darstellung über die mittelalterliche Gesellschaftsgeschichte vor. Bosl wurde für die Gesellschaftsgeschichte in den 1960er und 1970er Jahren einer der wichtigsten Impulsgeber. Er verhalf einer „gesellschaftsgeschichtlichen Betrachtungsweise in der Mediävistik zum Durchbruch.“
Bosl gehörte zu Lebzeiten zu den populärsten Historikern Bayerns. Er publizierte nicht nur sehr viel, sondern warb bisweilen in unorthodoxen Umfeld, z. B. in Bierzelten oder in Wirtshäusern, in Vorträgen für die bayerische Landesgeschichte. Als Landeshistoriker galt Bosl als besonders fortschrittlich. Seit den 1960er-Jahren öffnete er die Landesgeschichte für Themen wie die Revolution 1918/19. Grundlegend wurde dabei die Darstellung Bayern im Umbruch.
In seinen Ausführungen zum „Staat“ des Mittelalters im klassischen Lehrbuch der deutschen Geschichte, dem „Gebhardt“, knüpfte Bosl noch im Jahr 1970 an die älteren Geschichtsbilder aus dem 19. und frühen 20. Jahrhundert an. Diesen zufolge galt das Reich der Ottonen, Salier und Staufer als überaus mächtig in Europa. Die deutschen Fürsten mit ihren partikularen Interessen und das Papsttum mit seinem Streben nach Vorrangstellung galten als „Totengräber“ der Kaisermacht. Zur Kirche meinte Bosl: „Wer in Rom herrschte, war Herr der westlichen Welt; dort wurde seine Herrscherstellung sanktioniert. Als Schützer der Kirche und Verbreiter des christlichen Glaubens erfüllten die Kaiser eine kulturmissionarische Aufgabe, die auch ihrer Ostpolitik einen erhöhten Sinn gab. Zwei Jahrhunderte lang hat der deutsche Staat, als der stabilisierteste seiner Zeit, Ruhe und Ordnung in Mitteleuropa gesichert und den Aufstieg der mittelalterlichen Hochkultur damit erst möglich gemacht.“ Unter der „kulturmissionarischen Aufgabe“, die der kaiserlichen Ostpolitik einen „erhöhten Sinn gab“, wurden in der Weimarer Republik Ansprüche auf die durch den Versailler Vertrag verlorenen Gebiete im Osten gerechtfertigt. In der NS-Zeit wurde damit die Vernichtungspolitik im Osten legitimiert. Über die Konflikte mit dem Adel im 11. Jahrhundert schrieb Bosl: „Es zeichnete sich so etwas wie ein salisches Staatsreformprogramm ab, das die königliche Gewalt auf neue dauerhaftere Grundlagen stellen und sie von der allzu engen Bindung an Kirche und Adel lösen wollte […] Ziel all dieser Maßnahmen […] war der Aufbau eines zentralen Königsstaates. Das ließ sich aber nur möglich machen, wenn die adlige Opposition niedergehalten wurde, die sich auf ihre eigenwurzelig gewachsene Macht und ihr gutes Recht stützte, das im Lehenswesen verankert war.“
1978 wurde der Sammelband Oberpfalz und Oberpfälzer veröffentlicht. In ihm sind 21 viel zitierte Artikel und Vorträge aus der Zeit von 1939 bis 1975 enthalten, darunter Die Markengründungen Kaiser Heinrichs III. auf bayerisch-österreichischem Boden, Nordgau und Oberpfalz als Reichsländer und Territorialstaaten, Das Nordgaukloster Kastl. Gründung und Gründer, Das kurpfälzische Territorium „Obere Pfalz“.
Bei Bosls Tod befanden sich in seinem Nachlass mehr als hundert unpubliziert gebliebene Manuskripte. Seine Tochter Erika Bosl gab achtzig Texte davon in drei Bänden heraus.

## Neubewertung seiner Rolle zur Zeit des Nationalsozialismus
Bosl behauptete bis zu seinem Tod 1993 in zahlreichen Gesprächen, dass er ein aktiver Widerstandskämpfer gegen das Nazi-Regime gewesen sei. In einem von Karl Nikolaus Renner geführten Interview des Projekts „Zeitzeugen zur bayerischen Geschichte“ vom 11. Juli 1990 bleibt Bosls NS-Engagement unerwähnt: Seine Ernennung zum Privatdozenten sei durch den Anglisten Robert Spindler, den Vertreter des NS-Dozentenbundes in der Münchner Philosophischen Fakultät, aus „politischen Gründen“ hintertrieben worden; er – Bosl – habe vielmehr mithilfe selbstverfasster Flugblätter aktiv Propaganda gegen das Dritte Reich betrieben.
Bosls NSDAP-Mitgliedschaft war der Fachwelt bereits seit 1998 bekannt. 2011 vertraten die beiden international renommierten Mediävisten Peter Herde und Benjamin Z. Kedar in einer wissenschaftlichen Studie die Meinung, Bosl habe sich in der Zeit des Nationalsozialismus in hohem Maße systemkonform verhalten und nach 1945 fälschlich als Widerstandskämpfer präsentiert. Herde und Kedar stützten ihre These zum einen auf die Mitgliedschaft Bosls in der NSDAP und mehreren NS-Organisationen sowie seine Mitarbeit an einem forstgeschichtlichen Projekt der SS-nahen Ahnenerbe-Forschungsgemeinschaft. Zum anderen bewerteten sie Bosls Nachkriegsaussagen, er sei Teil eines Ansbacher Widerstandskreises gewesen, als „Reinvention“, um seiner Entlassung aus dem Gymnasialdienst durch die Alliierten zu entgehen. Hierfür habe Bosl die Widerstandstätigkeit des standgerichtlich zum Tode verurteilten und gehängten Studenten Robert Limpert als seine eigene ausgegeben.
In der Folge erschienen in der Tagespresse einige Artikel, die Bosl als aktiven Nationalsozialisten aus Überzeugung charakterisierten. Im November 2011 kam eine im Auftrag von Bosls Heimatstadt Cham, die ihn 1984 zum Ehrenbürger ernannt hatte, vom dortigen Stadtarchivar angefertigte Studie zu dem Ergebnis, dass die gegen Bosl erhobenen Vorwürfe und die Zweifel an seiner „Widerstandstätigkeit“ größtenteils berechtigt seien. Die Stadt erkannte Bosl daraufhin alle Ehrenzeichen ab (die Ehrenbürgerwürde war schon mit Bosls Tod erloschen) und machte die 2008 erfolgte Benennung eines Platzes entlang der Propsteistraße als „Prof.-Dr.-Karl-Bosl-Platz“ rückgängig. Der Hauptvorstand des Bayerischen Philologenverbandes entschloss sich dazu, die 2009 erstmals verliehene Karl-Bosl-Medaille künftig nicht mehr zu vergeben.
Einige Historiker wiesen jedoch auch auf Ungereimtheiten in den historischen Fakten und methodische Schwächen der Untersuchung Herdes und Kedars hin. So überdeckten Herde und Kedar fehlende Belege und unvollständige Quellenlagen durch Vermutungen und verließen sich bei der Bewertung von Bosls Nähe zum Nationalsozialismus auf eine quellenpositivistische Auswertung von Ego-Dokumenten Bosls aus der NS-Zeit, die in ihren Formulierungen zwangsläufig dem nationalsozialistischen Duktus entsprochen hätten. Entlastende zeitgenössische Quellen, die Bosl als zwar politisch opportunistischen Akademiker, aber ebenso als explizit nachlässiges NSDAP-Mitglied ohne besonderen politischen Eifer auswiesen, seien dagegen unberücksichtigt geblieben. Auch das hohe Ansehen, das Bosl im Ansbach der Nachkriegszeit und im Umkreis des hingerichteten Robert Limpert genoss, sei schwer mit der These Herdes und Kedars vereinbar. Dirk Walter plädierte ferner dafür, Karl Bosl im Vergleich mit anderen Historikern seiner Generation wie Theodor Schieder und Werner Conze zu sehen. Bosl habe sich im Vergleich zu anderen Historikerkollegen weit weniger kompromittiert.

## Schriften (Auswahl)
Monographien
- Das Nordgaukloster Kastl. Gründung, Gründer, Wirtschafts- und Geistesgeschichte (= Verhandlungen des Historischen Vereins von Oberpfalz und Regensburg. Band 89). Verlag des Historischen Vereins von Oberpfalz und Regensburg, Regensburg 1939 (Philosophische Dissertation, Universität München, 1939).
- Die Reichsministerialität der Salier und Staufer. Ein Beitrag zur Geschichte des hochmittelalterlichen deutschen Volkes, Staates und Reiches (= Schriften der Monumenta Germaniae Historica. Band 10). 2 Teile. Hiersemann, Stuttgart 1950/1951 (Habilitationsschrift, Universität München, 1950, Digitalisat, Teil 1, Digitalisat, Teil 2).
- mit Hermann Schreibmüller: Geschichte Bayerns. Lehrbuch für bayerische Geschichte. 2 Bände. Schnell & Steiner, München 1952–1955.
- Franken um 800. Strukturanalyse einer fränkischen Königsprovinz (= Schriftenreihe zur bayerischen Landesgeschichte. Band 58). Beck, München 1959; 2., erweiterte Auflage, ebenda 1969.
- Bayerische Geschichte. List, München 1971; 7., durchgesehene Auflage. Ludwig, Pfaffenhofen 1990, ISBN 3-7787-2116-X.
- Oberpfalz und Oberpfälzer, Verlag Michael Lassleben, Kallmünz 1978, ISBN 3-7847-1129-4.
- Europa im Aufbruch. Herrschaft, Gesellschaft, Kultur vom 10. bis zum 14. Jahrhundert. Beck, München 1980, ISBN 3-406-07678-5.
- Gesellschaftsgeschichte Italiens im Mittelalter (= Monographien zur Geschichte des Mittelalters. Band 26). Hiersemann, Stuttgart 1982, ISBN 3-7772-8206-5.
- Die bayerische Stadt in Mittelalter und Neuzeit. Altbayern, Franken, Schwaben. Pustet, Regensburg 1988, ISBN 3-7917-1182-2.
- Gesellschaft im Aufbruch. Die Welt des Mittelalters und ihre Menschen. Pustet, Regensburg 1991, ISBN 3-7917-1281-0.

Herausgeberschaften
- Bosls bayerische Biographie. 8000 Persönlichkeiten aus 15 Jahrhunderten. Pustet, Regensburg 1983, ISBN 3-7917-1162-8; Ergänzungsband: Bosls bayerische Biographie. 1000 Persönlichkeiten aus 15 Jahrhunderten. Pustet, Regensburg 1988, ISBN 3-7917-1153-9 (Digitalisat beider Bände).
- Die Erste Tschechoslowakische Republik als multinationaler Parteienstaat. Vorträge der Tagungen des Collegium Carolinum in Bad Wiessee vom 24.–27. November 1977 und vom 20.–23. April 1978 (= Bad Wiesseer Tagungen des Collegium Carolinum). Oldenbourg, München 1979, ISBN 3-486-49181-4.
- Handbuch der Geschichte der böhmischen Länder. 4 Bände. Herausgegeben im Auftrag des Collegium Carolinum. Hiersemann, Stuttgart 1966–1974, ISBN 3-7772-6602-7.

Gesammelte Vorträge
- Vorträge zur Geschichte Europas, Deutschlands und Bayerns. Hrsg. von Erika Bosl. ISBN 3-7772-9736-4.
  - Band 1: Europa von der Christianisierung bis Johannes Paul II. Hiersemann, Stuttgart 1998, ISBN 3-7772-9737-2.
  - Band 2: Bayern im Europäischen Kräftefeld. Hiersemann, Stuttgart 2000, ISBN 3-7772-0009-3.
  - Band 3: Vorträge zur bayerischen Landesgeschichte. Hiersemann, Stuttgart 2002, ISBN 3-7772-0225-8.

Schriftenverzeichnis
- Manfred Treml (Red.), Lorenz Maier, Erika Bosl (Bearb.): Karl Bosl. Eine Bibliographie (= Materialien zur Bayerischen Geschichte und Kultur. Band 3). Haus der Bayerischen Geschichte, Augsburg 1996, ISBN 3-927233-43-9 (678 Titel ohne posthum Erschienenes).